# 114-та бригада тактичної авіації (Україна)

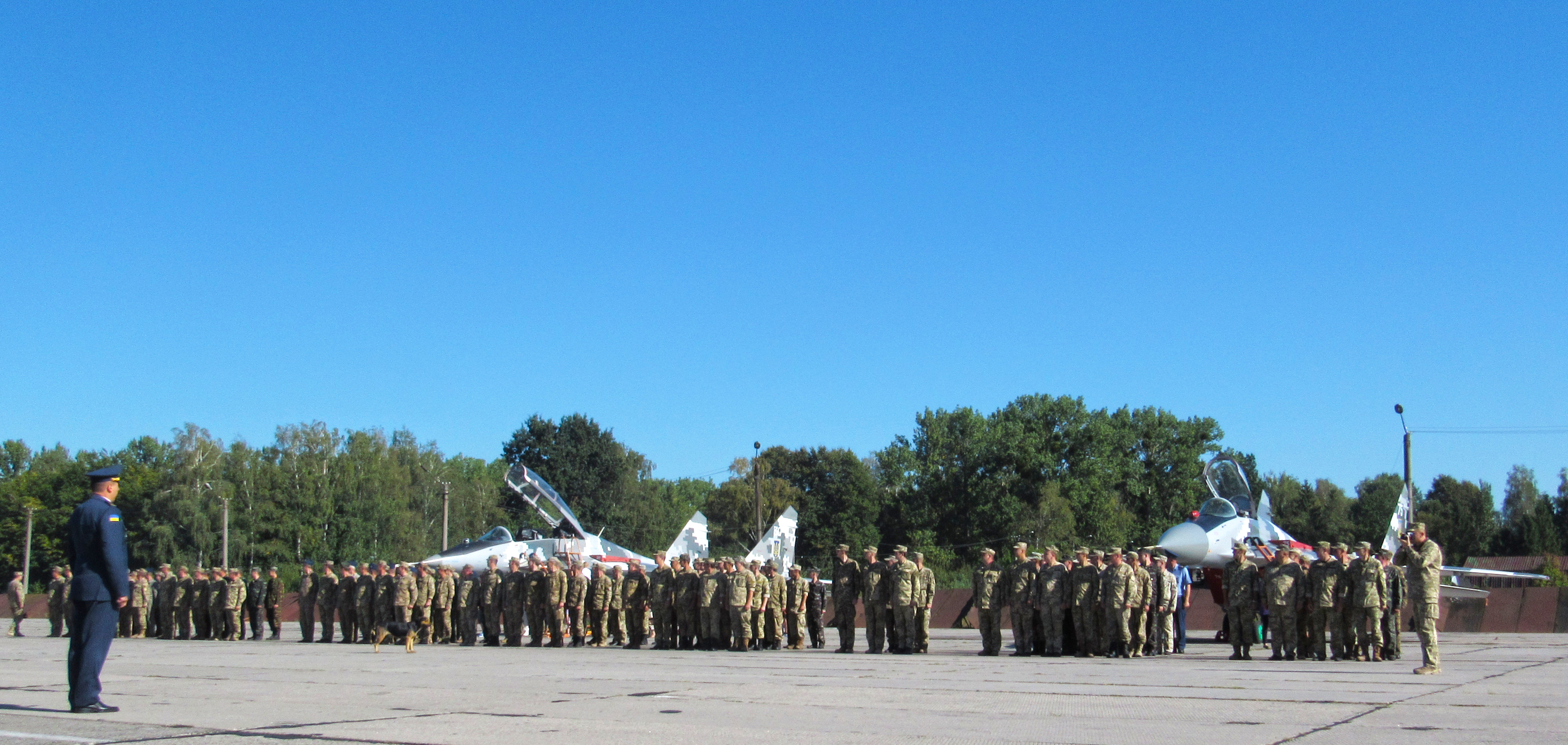

114-та бригада тактичної авіації (114 БрТА, в/ч А1349) — військове з'єднання винищувальної авіації Повітряних сил Збройних сил України. За організаційно-штатною структурою бригада перебуває у підпорядкуванні Повітряного командування «Захід». На озброєнні бригади перебувають винищувачі МіГ-29.

## Історія
21 січня (червня) 1991 року 114-й винищувальний авіаційний Талліннський Червонопрапорний полк ВПС СРСР був виведений з міста Міловиці (Чехословаччина), де перебував в складі Центральної групи військ. На озброєнні полку перебували винищувачі МіГ-29. На той момент в Івано-Франківську базувався 145-й винищувальний авіаційний полк, також озброєний МіГ-29.
19 січня 1992 року особовий склад полку присягнув на вірність Україні
Відповідно до директиви міністра оборони від 2 грудня 2002 року, 114 винищувальний авіаційний полк об'єднали з підрозділами забезпечення, внаслідок чого утворилась бригада тактичної авіації у підпорядкуванні 14-го авіаційного корпусу.
З 1 грудня 2005 року авіаційна винищувальна бригада вперше заступила на бойове чергування в системі протиповітряної оборони України.
Льотний склад займається плановою льотною діяльністю, неодноразово успішно виконував завдання польотів, льотно-тактичних навчань на аеродромах Івано-Франківськ, Саки, Бельбек, Лиманське, Луцьк, Озерне.
У 2006 році вперше з 1993 року було проведено льотно-тактичне навчання авіаційної ескадрильї і нарешті авіаційна бригада брала участь командно-штабних навчаннях Повітряних сил Збройних сил України «Чисте небо». Під час цих навчань майор Сергій Голубцов здійснив навчально-бойовий виліт та змусив умовного порушника державного кордону здійснити посадку на визначеному аеродромі.
З 12 березня по 7 квітня 2007 року на базі авіаційної винищувальної бригади проводився льотно-методичний збір з льотним складом винищувальної авіації Об'єднаних сил швидкого реагування (ОСШР) Повітряних сил ЗС України з метою підготовки на клас льотного складу винищувальної авіації ОСШР Повітряних сил ЗС України на літаках МіГ-29 за складними видами льотної підготовки.
У квітні 2007 року льотний склад успішно виконав завдання зборів з льотним складом авіації Повітряних Сил Збройних Сил України по наземних цілях.
24 серпня 2009 року літаки 114-ї бригади брали участь в авіаційній частині параду Незалежності в Києві.
У зв'язку з проведенням у 2012 році Євро-2012, МіГ-29 (б/н 55) перебував на бойовому чергуванні з прикриття повітряного простору України під час проведення футбольного турніру.
У другій половині 2012 року МіГ-29 (б/н 55) разом зі свої «братом» МіГ-29 (б/н 54) були перефарбовані в синьо-жовті кольори камуфляжу та стали так званими «псевдо-Соколами». Літаки були пофарбовані в такі кольори для показового прольоту над аеродромом Гостомель під час проведення виставки Авіасвіт-ХХІ.

### Російсько-українська війна
З початку російсько-українського конфлікту 2014 року весь особовий склад частини перебував в режимі бойового чергування. Влітку 2014 року була сформована зведена група, яка брала участь у бойових вильотах для завдання ударів по колонах бойовиків.
Для польоту в зони пошуку типове навантаження МіГ-29 складалося з двох підвісних паливних баків, двох блоків некерованих ракет С-8 й іноді, якщо дозволяв запас палива, ще й пари бомбових касет РБК. Перші вильоти МіГ-29 на ізоляцію району бойових дій відзначені 5 серпня. В Донецькій області зони пошуку призначалися в райони Єнакієвого, Шахтарська та Амвросіївки, а в Луганській — навколо Луганська.
Для забезпечення майже безперервної присутності в зонах пошуку МіГ-29 виконували до трьох вильотів на добу на кожен борт, але не щодня.
Попри це, проросійські бойовики збили перший МіГ-29 (б/н 02) вже 7 серпня. Його пілот, не розібравшись в ситуації, виконав захід на блокпост бойовиків і в результаті був уражений ПЗРК.
17 серпня під Луганськом був збитий МіГ-29 (б/н 53).

## Оновлення льотного складу
24 червня 2012 модернізований на Львівському державному авіаційно-ремонтному заводі (ЛДАРЗ) МіГ-29МУ1 переданий бригаді.
10 квітня 2014 року до 114-ї бригади надійшов відремонтований винищувач МіГ-29 (б/н 10).
5 січня 2015 року на аеродромі Озерне Президент Порошенко передав Повітряним силам два відремонтованих на ЛДАРЗ літаки, МіГ-29 (б/н 57) та МіГ-29УБ (б/н 86), вони були передані бригаді.
30 грудня 2015 року Львівський державний авіаційно-ремонтний завод передав бригаді капітально відремонтований винищувач МіГ-29 (б/н 71)
29 березня 2016 року бригада отримала 4 винищувачі МіГ-29 (б/н 72, б/н 73, б/н 75, б/н 76) відновлені Львівським авіаційно-ремонтним заводом та 2 навчально-бойові літаки L-39 (б/н 72, б/н 123) відновлені Одеським авіаційно-ремонтним заводом.

## Структура
- управління (в тому числі штаб)
- 1-ша авіаційна ескадрилья
- 2-га авіаційна ескадрилья
- авіаційна ТЕЧ[ru]
- батальйон зв'язку та радіотехнічного забезпечення:
  - інформаційно-телекомунікаційний вузол
- батальйон аеродромно-технічного забезпечення:
  - технічна рота
  - аеродромно-експлуатаційна рота
  - група газозабезпечення
- рота матеріального забезпечення
- 128 рота охорони
- пожежний взвод
- медичний пункт
- автомобільна ТЕЧ

## Командири
- підполковник Матюшенко Валентин Леонідович (1988 — 1993);
- полковник Сподарко Богдан Степанович (1993 — 1995);
- полковник Бастрон Георгій Єгорович (1995 — 1999);
- полковник Гранат Петро Васильович (1999 — 2000);
- полковник Дроздов Сергій Семенович (2000 — 2002);
- підполковник Громов В'ячеслав Володимирович (31.10.2002—15.10.2003);
- полковник Кухаренко Олександр Олександрович (2003 — 2006);
- полковник Кривоножко Анатолій Миколайович (2006 — 2008);
- полковник Биховець Сергій Георгійович (2008 — 17 листопада 2011);
- полковник Голубцов Сергій Миколайович (2011 — 2015);[19]
- полковник Погорілий Юрій Вікторович (2015 — 2018);[20]
- полковник Каржау Євгеній Кадимович (з 2018)[21]

## Втрати
- 15 червня 1995 — Козлов Анатолій, майор. Загинув поблизу Бурштину внаслідок невставтовленої технічної аварії.
- 15 червня 1995 — Захожий Сергій, капітан. Загинув поблизу Бурштину внаслідок невставтовленої технічної аварії.
- 16 березня 2017 — Денега Вадим Васильович, старший прапорщик. Трагічно загинув в районі міста Слов'янськ.[22]
- 3 листопада 2017 — Нестеренко Валерій Анатолійович. Помер від серцевого нападу.[23]
- 16 травня 2019 — Джус Василь Богданович, прапорщик. Загинув під час мінометного обстрілу поблизу села Водяне (Волноваський район).
- 11 березня 2022 — Тарабалка Степан Іванович, майор. Загинув у повітряному бою.
- 5 січня 2024 — Залістовський Владислав Павлович (Blue Helmet), капітан.
- 8 березня 2024 — Ткаченко Андрій Юрійович, підполковник. Його літак було збито російським ППО в Донецькій області.[24]

## Традиції
5 червня 2009 року бригада дістала почесну назву — 114-та Івано-Франківська Талліннська ордена Червоного Прапора бригада тактичної авіації.
З 18 листопада 2015, у рамках загальновійськової реформи, були вилучені почесні назви і нагороди радянського періоду. Бригада дістала назву — 114-та бригада тактичної авіації.
24 серпня 2022 року бригада відзначена почесною відзнакою «За мужність та відвагу».

## Вшанування
Найвищими державними нагородами відзначені:
- Тарабалка Степан Іванович (1993—2022) — майор, пілот винищувача. Герой України (2022, посмертно).